# Takhtamukai
Takhtamukai - Тахтамукай (rus) - és un aül, un poble, de la República d'Adiguèsia, a Rússia. Es troba a l'extrem oest de l'embassament de Krasnodar, a 3 km a l'est d'Enem i a 95 km al nord-oest de Maikop, la capital de la república.
Pertanyen a aquest municipi els pobles de Natukhai, Apostolidi, Otradni, Prikubanski i Sups.

## Història
Al territori del municipi de Tahktamukai s'han trobat kurgans datats dels mil·lennis segon i primer abans de Crist. Cal destacar el kurgan Saussaruka-1, els assentaments Tahktamukàiskoie-1 i Takhtamukàiskoie-2 i diversos kurgans a Natukhai. Prèviament a la Guerra del Caucas, la població adiguesa era predominantment de la tribu bjedug, i després d'ella s'hi establiren colònies de la tribu xapsug.
L'aül fou fundat el 1860 amb el nom d'Enemski. El 13 de febrer del 1936 prengué el nom de Khakurate en homenatge a Xakhan-Guirei Khakurate, primer secretari del comitè regional adiguès. El 26 d'octubre del 1938 fou rebatejat amb el seu nom actual, que va perdre pel d'Oktiabrski entre el 5 d'agost del 1957 i principis de la dècada del 1990.